# Венити (Аляска)
Венити (англ. Venetie, гвичин: Vįįhtąįį) — статистически обособленная местность в зоне переписи населения Юкон-Коюкук, штат Аляска, США.

## География
По данным Бюро переписи населения США площадь населённого пункта составляет 54,0 км², из них суша составляет 54,0 км², а водные поверхности — 0 км².

## Население
По данным переписи 2000 года население статистически обособленной местности составляло 202 человека. Расовый состав: коренные американцы — 92,08 %; белые — 3,47 %; представители двух и более рас — 4,46 %. Доля лиц в возрасте младше 18 лет — 32,2 %; лиц старше 65 лет — 6,9 %. Средний возраст населения — 25 лет. На каждые 100 женщин приходится 127 мужчин; на каждые 100 женщин в возрасте старше 18 лет — 114,1 мужчин.
Из 63 домашних хозяйств в 44,4 % — воспитывали детей в возрасте до 18 лет, 27 % представляли собой совместно проживающие супружеские пары, 30,2 % — женщины без мужей, 23,8 % не имели семьи. 19,0 % от общего числа хозяйств на момент переписи жили самостоятельно, при этом 1,6 % составили одинокие пожилые люди в возрасте 65 лет и старше. В среднем домашнее хозяйство ведут 3,21 человек, а средний размер семьи — 3,58 человек.
Средний доход на совместное хозяйство — $21 000; средний доход на семью — $21 429.